# 訃報 1997年10月
訃報 1997年10月（ふほう 1997ねん10がつ）では、1997年（平成9年）10月中に物故した、又は物故が報じられた人物についてまとめる。

## （1日 - 15日）

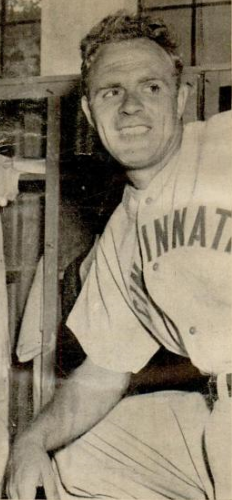
ジョニー・ヴァンダー・ミーア／10月6日没

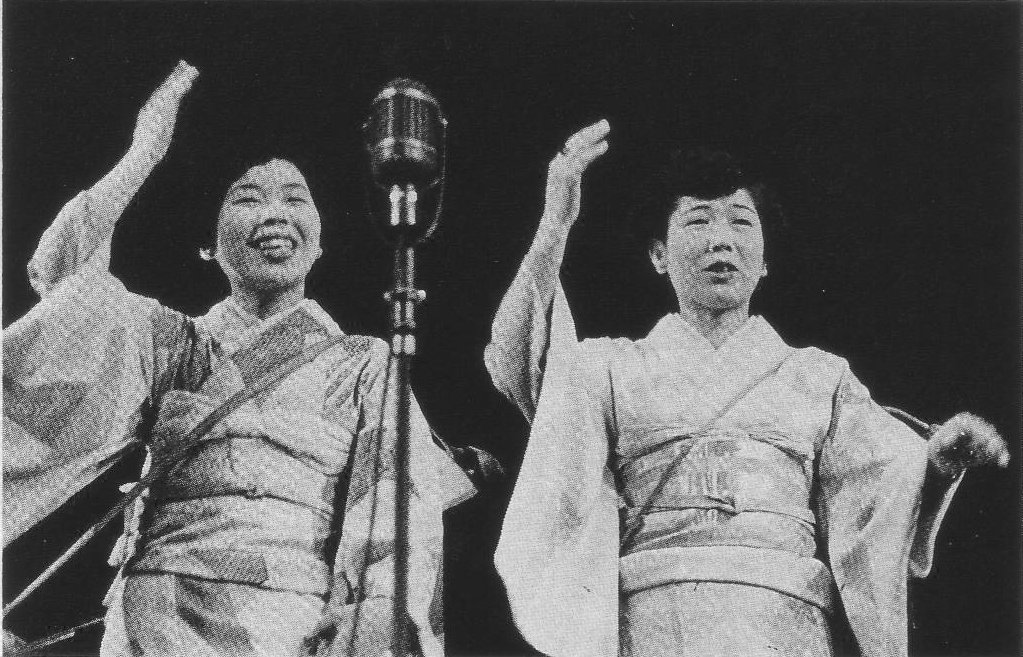
内海好江（左）／10月6日没

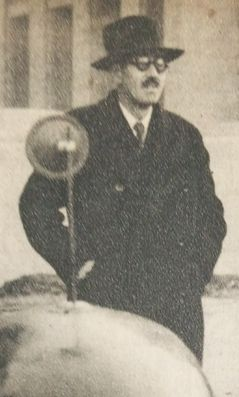
西郷吉之助／10月12日没

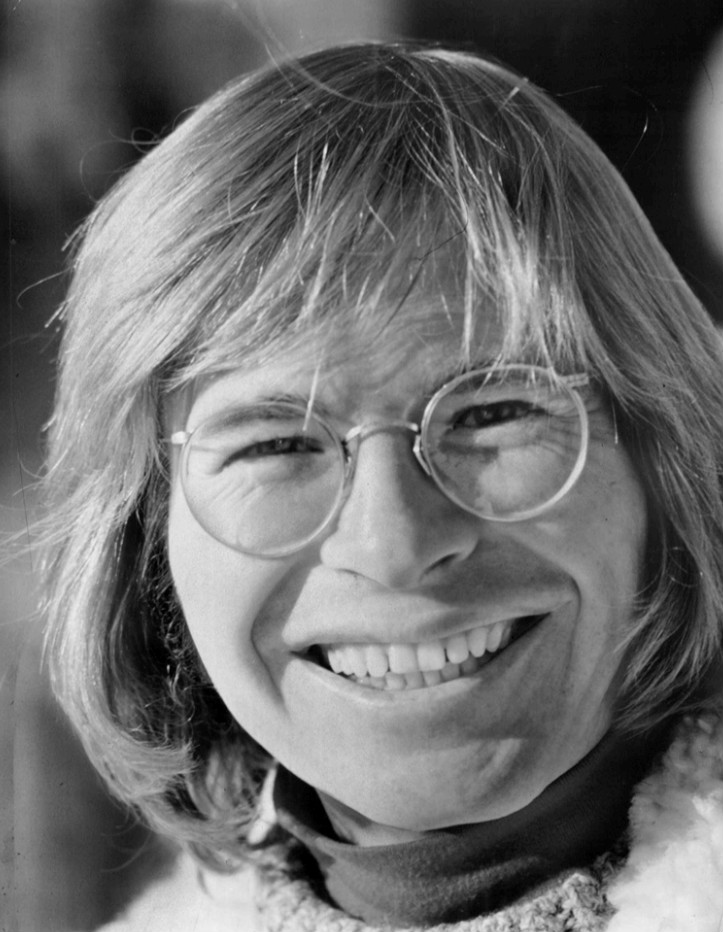
ジョン・デンバー／10月12日没

- 10月4日 - 横井軍平、ゲームクリエーター（* 1941年）
- 10月6日 - ジョニー・ヴァンダー・ミーア、メジャーリーガー（* 1914年）
- 10月6日 - 牛山純一、テレビプロデューサー（* 1930年）
- 10月6日 - 内海好江、漫才師（* 1936年）
- 10月6日 - 熊翁博、元大相撲力士（* 1965年）
- 10月11日 - 加瀬谷大演、バス研究社の編集長（* 1924年）
- 10月12日 - 西郷吉之助、政治家、元法務大臣（* 1906年）
- 10月12日 - ジョン・デンバー、シンガーソングライター（* 1943年）
- 10月15日 - 西村尚治、郵政官僚・政治家・元総理府総務長官（* 1911年）

## （16日 - 31日）

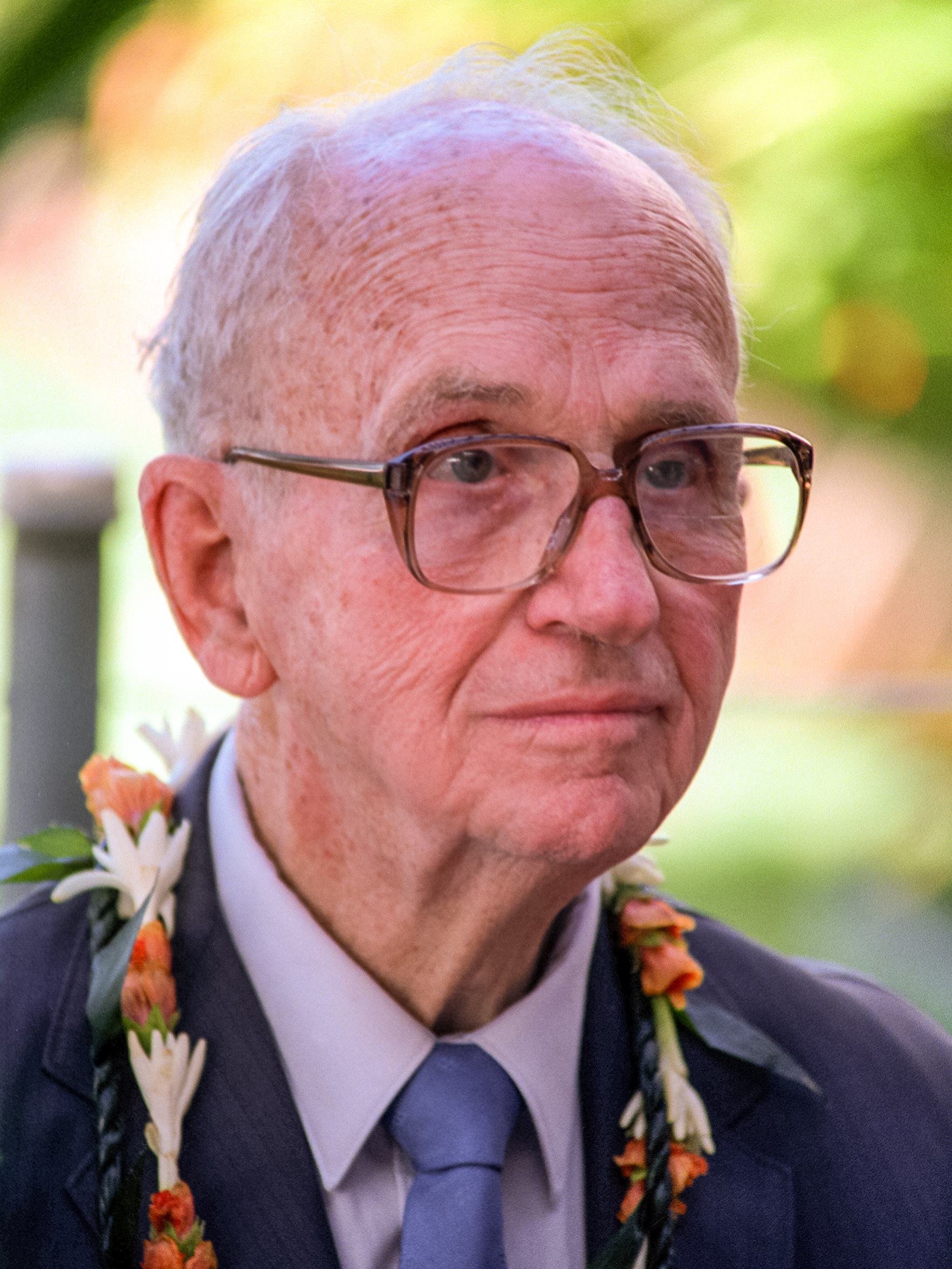
ジェームズ・ミッチェナー／10月16日没

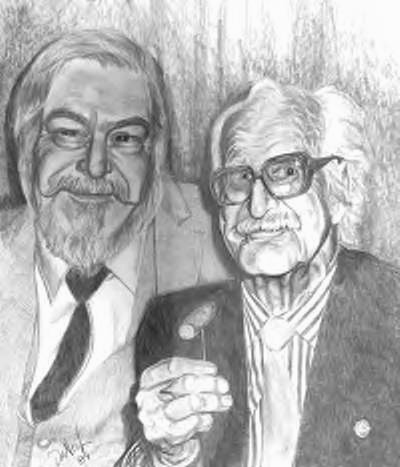
ラリー・ジェニングス（左）／10月17日没

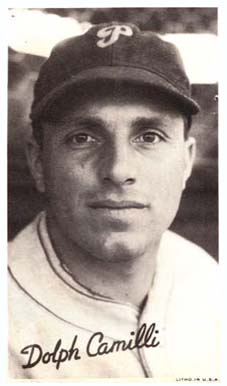
ドルフ・カミリ／10月22日没

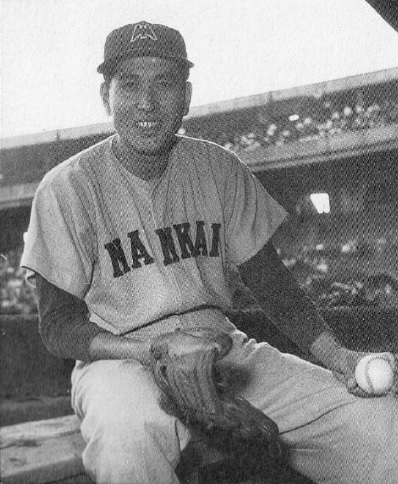
柚木進／10月22日没

- 10月16日 - ジェームズ・ミッチェナー、小説家（* 1907年）
- 10月17日 - ラリー・ジェニングス、マジシャン（* 1933年）
- 10月18日 - 清水一郎、アナウンサー（* 1933年）
- 10月22日 - ドルフ・カミリ、メジャーリーガー（* 1907年）
- 10月22日 - 柚木進、元プロ野球選手（* 1920年）
- 10月24日 - 伊海田弘、俳優（* 1931年）
- 10月27日 - 西村朝日太郎、文化人類学者、海洋民族学者（* 1909年）
- 10月27日 - 八杉龍一、生物学史家（* 1911年）
- 10月28日 - 山科直治、実業家（* 1918年）
- 10月31日 - シドニー・ダーリントン、電子工学研究者（* 1906年）